# Eduardo Palomo
Eduardo Palomo Estrada (Lalo, cum îi spuneau prietenii) (n. 13 mai 1962, Ciudad de México, Mexic – d. 6 noiembrie 2003, Los Angeles, California, SUA), fiind al doilea din cei trei copii ai soților Jesus Estrada și Julia Palomo. Studiile școlii primare, gimnaziale și liceale le-a urmat la Institutul Juventud. Ulterior acestora, a urmat vreme de un an cursurile de Desen Grafic ale Universității Autonome Naționale din Mexico (UNAM), cursuri pe care, însă, le-a abandonat pentru a se dedica actoriei.

## Biografie
Pregătirea în acest ultim domeniu a început-o cu studiile din cadrul institutului Andres Soler, avându-l ca profesor pe Julio Castillo, și continuând cu cursuri de canto sub îndrumarea lui Julio Julian și diversificate prin studii de jazz și expresie corporală, înscriindu-se în cele din urmă la Centrul de Capacitate al Televisa.
Activitatea teatrală și-a început-o în anul 1974 cu piesa de comedie Los diez mandamientos, pentru că în anul următor să joace în comedia muzicală pentru copii Mi dulce sueno; de atunci a jucat în alte 33 de piese ca actor, asistent de producție, scriitor, director sau scenarist, printre acestea amintind: Enemigo de clase (1991), Sucar (1992), Complacencias (1993), Requiem a Mozart (1994) și Una pareja con angel.
A obținut locul întâi la concursul muzical Festivalul de Muzică San Jose, prezentându-se în calitate de solist, pianist și chitarist la diverse concerte susținute de Formația de Muzică a orașului Ciudad Satelite.

## Carieră
În cinematografie a realizat diverse filme:
- 1982 “Sin privilegios”
- 1989 “Rojo amanecer”
- 1990 “El extensionista”
- 1991 “Bandidos”, “Mi querido Tom Mix” si “Gertrudis Bocanegra”
- 1993 “Las mil y una aventuras del metro”
- 1998 “La mujer de Benjamin”
- 1999 “Cronica de un desayuno”, unde a interpretat rolul unui travestit.
- 2002 “Cojones”
- 2003 “El misterio del Trinidad”
- 2004 “Un dia sin mexicanos”, film pus spre difuzare la opt luni de la trista dispariție a lui Eduardo.
Munca din televiziune s-a dovedit a fi foarte fructuoasă, participând atât în reclame, programe culturale, de comedie, cât și în numeroase telenovele.
Prima sa participare în televiziunea mexicană s-a produs cu telenovela “Por amor (1981)”, pentru ca, un an mai târziu, să joace alături de Silvia Pinal în “Manana es primavera”
Marea sa șansă de afirmare s-a produs în 1985, odată cu participarea în telenovela “El angel caido”, alături de Rebecca Jones, unde dă viață personajului Tono Arvide Quijano. Acesteia i-au urmat: “Juana Iris (1986)”, “Cautiva (1986)”, “Lista negra (1987)”, “Tal como somos (1987)”, “La casa al final de la calle (1988)”, “Yo compro esa mujer (1990)”, “La fuerza del amor (1990)” și “Alcanzar una estrella II (1991)”.
Primul său rol principal în televiziune a venit în 1991 odată cu telenovela “La picara sonadora”, urmată de “Triangulo” în 1992. Însă cel mai bun personaj pe care avea să-l interpreteze urma să vină: Juan del Diablo, cel care i-a adus lui Eduardo un succes enorm, confundându-se cu propria lui identitate, după cum și-l amintesc și acum admiratoarele lui. Cine nu-și amintește de acel barbat aventurier, senzual și cu o mare forță, care atragea femeile, mai mult chiar, multe dintre acestea dorindu-și în acea perioadă a fi ele însele în locul lui Edith Gonzalez, cea care a fost partenera lui Eduardo în telenovela “Corazon Salvaje (1993)”? După această telenovelă au urmat: “Morir dos veces (1996)” în care a jucat alături de soția sa, Carina Ricco, “Huracan (1997)” și “Ramona (1999)” unde a dat viață indianului Alejandro alături de frumoasa actriță Kate del Castillo.
Paralel cu munca din televiziune, în noiembrie 1993, Eduardo Palomo a lansat pe piață muzicală din 14 țări prima sa producție discografică intitulată “Mover el tiempo”, cu care a înregistrat un mare succes. Discul cuprinde toate tipurile de teme muzicale de la reaggee “Mudandome de ti”, la pop-rock pur “Convirtiendo” sau balade “Girando en un sentido”. Cele zece piese alcătuiesc un album emoționant, Eduardo scriind atat versurile piesei “Piel con piel” (pe care a dedicat-o Carinei), cat si motto-ul albumului: ”El amor es el unico camino que no tiene final (Dragostea este singurul drum care nu are sfarsit)”.

## Viață personală
Norocos în cariera artistică și în dragoste, inima sa bătea cu putere pentru o fată care își începuse drumul în lumea muzicii a anilor ’90 - Carina Ricco, unindu-și destinele prin căsătorie la 26 noiembrie 1994 în cadrul unei ceremonii aproape secrete.
Viața privată a fost întotdeauna bine ascunsă de cei doi soți, stând departe de orice scandal, presa vorbind mereu frumos despre ei.
Marea lor iubire s-a “concretizat” patru ani mai târziu când, pe 12 octombrie 1998, a venit pe lume fetița lor Fiona Alexa la Los Angeles, unde locuiau cei doi soți. Doi ani mai târziu, la 15 octombrie 2000 s-a născut băiețelul familiei – Luca – și astfel Eduardo și-a putut îndeplini unul dintre cele mai mari vise ale sale: acela de a-și forma o familie. Astfel că, odată cu terminarea filmărilor la telenovela “Ramona (1999)”, Eduardo și-a propus să nu mai joace în nici o telenovelă, pentru a acorda mai mult din timpul său familiei.
Dornic de a-și lărgi orizonturile cinematografice, Eduardo Palomo a pătruns în Mecca filmului american în anul 2003, interpretând rolul serifului Lazareno în serialul produs de NBC – “King Pin” (cunoscut la noi sub numele de “Regele drogurilor”), rol scris anume pentru el, și prin apariția în calitate de prezentator al premiilor AMY în cadrul serialului american de televiziune “Arrested development”.

## Decesul
La 6 noiembrie 2003, Eduardo Palomo a încetat din viață la vârsta de 41 de ani în urma unui infarct produs în vreme ce lua cina alături de soția sa și câțiva prieteni în restaurantul Avenida Melrose din Los Angeles. Se spune că a murit râzând, întrucât infarctul a survenit în timp ce râdea la o glumă spusă de unul dintre cei prezenți la masă.
Numeroase proiecte au rămas astfel nerealizate: realizarea celei de-a doua părți la “Corazon Salvaje” unde urma să joace alături tot de Edith Gonzalez și Ariel Lopez Padilla, realizarea telenovelei “Flor imperial” alături de Itati Cantoral, punerea în scenă a piesei de teatru “Una pareja con angel” care urma să fie prezentată în Statele Unite și în Mexic și participarea în calitate de prezentator al premiilor cinematografice Arc Light din Hollywood.
Corpul lui Eduardo Palomo a fost incinerat în cadrul unei ceremonii private, iar in ziua următoare i s-a făcut o slujbă în cadrul Bisericii Scientologice (al cărui membru era alături de Tom Cruise sau John Travolta) la care au participat membrii familiei și prietenii îndrăgitului actor, toți îmbrăcați în alb.
Cenușa sa a fost adusă în Mexico, unde Carina Ricco i-a adus un ultim omagiu în cadrul teatrului San Rafael prin intermediul unei ceremonii la care au participat circa 700 de persoane, fiind apoi depusă în Golful Acapulco, Eduardo fiind un mare iubitor al mării.

## Filmografie
- A Day Without a Mexican (2004)
- Arrested Development (2003)
- Kingpin (2003)
- El Misterio del Trinidad (2003)
- Cojones (2002)
- Ramona (2000)
- Cronica de un desayuno (1999)
- Huracán (telenovela) (1998)
- Morir dos veces (telenovela) (1996)
- Corazón salvaje (1993)
- Las mil y una aventuras del metro (1993)
- Triángulo (telenovela) (1992)
- Gertrudis Bocanegra - film (1992)
- Alcanzar una estrella II (telenovela) (1991)
- La Pícara soñadora (telenovela) (1991)
- Mi querido Tom Mix (1991)
- La mujer de Benjamin - film (1991)
- El Extensionista (1991)
- La Fuerza del amor (1990)
- Yo compro esa mujer (1990)
- Bandidos aka Bandits (1990)
- Rojo amanecer - film (1989)
- La Casa al final de la calle (1989)
- Lista negra (1987)
- Tal como somos (1987)
- Cautiva (1986)
- Ángel caído, El (1985)
- Juana Iris (1985)
- El Destructor (1985)
- Eclipse (1984)
- Videocosmos (1983)
- Líneas cruzadas (1983)
- Mañana es primavera (1982)
- Lo que el amor no perdona (1982)
- No empujen (1982)
- Sin privilegios (1982)
- Por amor (1981)